# 広島県道240号可部停車場線
広島県道240号可部停車場線（ひろしまけんどう240ごう かべていしゃじょうせん）は、広島県広島市安佐北区を通る一般県道である。

## 概要
JR西日本可部線 可部駅から広島市安佐北区可部南5丁目に至る。

### 路線データ
- 起点：広島市安佐北区可部2丁目（JR西日本可部線 可部駅前）
- 終点；広島市安佐北区可部南5丁目（中原踏切前交差点、国道183号交点）
- 総延長：551 m

## 地理

### 通過する自治体
- 広島市（安佐北区）

### 交差する道路
| 交差する道路                            | 交差する場所 | 交差する場所            |
| --------------------------------------- | ------------ | ----------------------- |
| 国道183号 国道191号 重複 国道261号 重複 | 可部南5丁目  | 中原踏切前交差点 / 終点 |

### 交差する鉄道
- 可部線

### 沿線
- JR西日本可部線 可部駅